# Алексеевское сельское поселение (Октябрьский район)
Алексеевское сельское поселение — муниципальное образование в Октябрьском районе Ростовской области. 
Административный центр поселения — село Алексеевка.

## Административное устройство
В состав Алексеевского сельского поселения входят:
- село Алексеевка,
- хутор Ильичевка,
- хутор Шевченко.

## Население
| 2010  | 2012  | 2013  | 2014  | 2015  | 2016  | 2017  |
| ----- | ----- | ----- | ----- | ----- | ----- | ----- |
| 2674  | ↘2622 | ↘2578 | ↘2535 | ↘2496 | ↘2431 | ↘2406 |
| 2018  | 2019  | 2020  | 2021  |       |       |       |
| ↘2384 | ↘2350 | ↘2349 | ↗2371 |       |       |       |